# Silene rothmaleri
Silene rothmaleri é uma espécie de planta com flor pertencente à família Caryophyllaceae. 
A autoridade científica da espécie é P. Silva, tendo sido publicada em Agronomia Lusitana 18: 28. 1956.

## Portugal
Trata-se de uma espécie presente no território português, nomeadamente em Portugal Continental.
Em termos de naturalidade é endémica da região atrás referida.

## Protecção
Encontra-se protegida por legislação portuguesa ou da Comunidade Europeia, nomeadadamente pelo Anexo II (espécie prioritária) e IV da Directiva Habitats e pelo Anexo I da Convenção sobre a Vida Selvagem e os Habitats Naturais na Europa.